# Maratón Internacional Dino Hugo Tinelli
La Maratón Internacional Dino Hugo Tinelli es una fiesta deportiva argentina que se realiza un sábado al año, recorriendo 10 km por las calles de San Carlos de Bolívar. Congrega a más de 1000 participantes locales, del país y del exterior.

## Historia
A fines del año 1998, durante una entrevista realizada en las oficinas de su productora audiovisual y de televisión en ese entonces, Ideas del Sur, el periodista deportivo, locutor de radio, empresario y presentador de televisión bolivarense Marcelo Tinelli, le propone al Sr. Juan Carlos Simón, la idea de instalar a San Carlos de Bolívar en el calendario nacional de las "carreras de calle" o pedestrismo, con la organización de una prueba de 10 km, que finalmente se denominó: "Dino Hugo Tinelli" en homenaje a su padre, el también periodista deportivo Dino Tinelli.
La concreción de dicha propuesta no tardó en cristalizarse, y el sábado 17 de abril de 1999, a las 16:00 se escuchó el tiro que dio comienzo a una competencia que alberga más de 1000 competidores de todo el país en cada edición.
Durante las primeras 19 ediciones que ya han transcurrido, pasaron por las calles de Bolívar los mejores atletas nacionales e internacionales. Tal es el caso del fabuloso atleta keniano Paul Tergat, considerado el rey de los 10 000 metros y uno de los más importantes en la historia del atletismo mundial.
La característica más saliente del evento es que toda la comunidad se vuelca ese día en las calles por donde pasa el recorrido, para alentar a los atletas.
Compiten atletas convencionales, atletas en sillas de ruedas y atletas con disminución visual.
La prueba ha permitido, a través de la productora Ideas del Sur y su fundación homónima, en ese entonces; y sus auspiciantes de nivel provincial y nacional, la creación de numerosos servicios y la compra de importante equipamiento para el Hospital Municipal "Dr. Miguel L. Capredoni". 
Actualmente, la maratón sigue organizando, esta vez, a través de la nueva productora de Marcelo, LaFlia Contenidos y de la fundación LaFlia. 

## Clasificaciones
| Mujeres | Hombres |
| - 2017: Nadia Rodríguez, 00:36:26 - 2016: Pamela Araneo - 2015: Nadia Rodríguez, 00:36:35 - 2014: Nadia Rodríguez - 2013: Estrella Suárez, 00:40:41 - 2012: Nadia Rodríguez, 00:35:48 - 2011: Susana Benítez, 00:34:23 - 2010: Rosa Godoy, 00:30:15 - 2009: Rosa Godoy, 00:34:38 - 2008: Rosa Godoy, 00:34:36 - 2007: Rosa Godoy, 00:34:03 - 2006: Corina Córdoba, 00:35:55 - 2005: Elisa Cobanea, 00:34:33 - 2004: Sandra Torres, 00:34:11 - 2003: Elisa Cobanea, 00:34:52 - 2002: Elisa Cobanea, 00:33:26 - 2001: Elisa Cobanea, 00:33:06 - 2000: Elisa Cobanea, 00:34:09 - 1999: Griselda González, 00:34:19 | - 2017: Miguel Mito Guerra, 00:30:07 - 2016: Miguel Ángel Guerra - 2015: Gustavo Frencia, 00:30:20 - 2014: Miguel Ángel Guerra - 2013: Matías Roth, 00:31:39 - 2012: Miguel Ángel Barzola, 00:30:56 - 2011: Gustavo Frencia, 00:30:51 - 2010: Carlos Balcedo, 00:30:03 - 2009: Alexander De Los Santos, 00:30:11 - 2008: Mutai Kiprono, 00:29:08 - 2007: Gustavo Comba, 00:30:38 - 2006: Cristian Alfonsín, 00:31:16 - 2005: Juan Suárez, 00:29:36 - 2004: Juan Suárez, 00:29:46 - 2003: Juan Suárez - 2002: Daniel Castro - 2001: Oscar Cortínez - 2000: Paul Tergat - 1999: Antonio Silio |